# 木村久邇典
木村 久邇典（きむら くにのり、1923年7月11日 - 2000年4月12日）は、日本の新聞記者、作家、文芸評論家。
北海道出身。

## 経歴・人物
中央大学法学部卒業。朝日新聞社に入社後、山本周五郎の担当記者となり、のち山本の研究家として多くの著書を著した。
ほか軍人伝、小説などがある。

## 著書
- 『人間山本周五郎 その小説的生涯』（1968年、講談社）
- 『素顔の山本周五郎』（1970年、新潮社→新潮文庫）
- 『山本周五郎襍記』（1970年、中央大学出版部（UL双書））
- 『山本周五郎襍記 続』（1972年、中央大学出版部（UL双書））
- 『山本周五郎の浦安』（1973年、学芸書林）
- 『いくさのために身は散るも 提督阿部孝壮伝』（1975年、小峯書店）
- 『山本周五郎の須磨』（1975年、小峯書店）
- 『太宰治と私』（1976年、小峯書店）
- 『山本周五郎の最初の母校』（1977年、小峰書店）
- 『過日（木村久邇典創作集1）』（1977年、小峰書店）
- 『艨艟（木村久邇典創作集2）』（1977年、小峰書店）
- 『山本周五郎語録』（1978年5月、産業能率短期大学出版部）
- 『山本周五郎のヒロインたち』（1979年9月、文化出版局）
- 『錨と星の賦 桜井忠温と水野広徳』（1980年11月、新評社）
  - 『帝国軍人の反戦　水野広徳と桜井忠温』（1993年、朝日文庫）
- 『青べか慕情』石井久雄写真（1980年9月、東京新聞出版局）
- 『山本周五郎 青春時代』（1982年9月、福武書店→福武文庫）
- 『男としての人生 山本周五郎のヒーローたち』（1982年9月、グラフ社） 
  - 『山本周五郎が描いた男たち』（2010年、グラフ社）
  - 『男としての人生　山本周五郎が描いた男たち』（2016年、復刊ドットコム）
- 『山本周五郎 馬込時代』（1983年12月、福武書店→福武文庫）
- 『木の造形 三国慶一の生涯』（1983年3月、新潮社）
- 『山本周五郎 横浜時代』（1985年11月、福武書店→福武文庫）
- 『山本周五郎はどう読まれてきたか』（1986年9月、新潮社）
- 『書簡にみる山本周五郎像』（1987年4月、未来社）
- 『個性派将軍中島今朝吾 反骨に生きた帝国陸軍の異端児』（1987年12月、光人社）
- 『責任一途提督阿部孝壮 海軍砲術学校長グアムに死す』（1988年10月、光人社）
- 『「安田陸戦隊司令」伝 吉川英治の稀覯本に描かれた一軍人の生涯』（1992年1月、光人社）
- 『さぶの呟き 山本周五郎の眼と心』（1992年4月、世界文化社）
- 『周五郎に生き方を学ぶ』（1995年11月、実業之日本社）
- 『山本周五郎』（上・下、2000年3月、アールズ出版）

### 編著
- 『研究・山本周五郎』（1973年、学芸書林）
- 『山本周五郎アルバム』（1973年、実業之日本社）
- 『山本周五郎』（1987年1月、日外アソシエーツ（人物書誌大系））
- 『山本周五郎　人は負けながら勝つのがいい　わが人生観』（1984年、新版1992年、大和出版）、編・解説